# Ultraman
För triathlontävlingen med detta namn (cirka dubbla Ironmandistansen), se triathlon
Ultraman (ウルトラマン) är en superhjälte som förekommer i japansk tv och film i tokusatsugenren. Han gjorde sin debut i tv-serien Urutoraman - Kūsō Tokusatsu Shirīzu från 1966. 
Ultraman skapades av Eiji Tsuburaya, som bland annat gjorde specialeffekterna i de tidiga Godzillafilmerna. 
Ultraman kan syfta dels på den förste ultrahjälten, men även på andra liknande ultrahjältar som förekommer i uppföljare, till exempel Ultra Seven.
- Ultra Q (1966)
- Ultraman (1966)
- Ultraman: Monster Movie Feature (1967) - Filme
- Ultraseven (1967)
- Ultraman, Ultraseven: Great Violent Monster Fight [Foi exibido em alguns cinemas. Nenhuma cópia do filme sobreviveu.] (1969) - Filme
- O Regresso de Ultraman (1971)
- O Regresso de Ultraman [Exibido na Toho champion festival, filme que junta os episódios 5 e 6 da série] (1971) - Filme
- Ultraman Ace (1972)
- Ultraman Taro (1973)
- Ultraman Leo (1974)
- The 6 Ultra Brothers vs. The Monster Army [também conhecido como Hanuman vs. 7 Ultraman] (1974) - Filme
- The Ultraman (1979) - Anime
- Akio Jissoji's Ultraman (1979) - filme
- Ultraman: Great Monster Decisive Battle (1979) - Filme
- Ultraman 80 (1980)
- Andro Melos (1983) Minisérie
- Ultraman Story (1984) - Filme
- Ultraman Kids (1984) - Série em Anime

- Ultraman Zoffy: Ultra Warriors vs. the Giant Monster Army (1984) - Filme
- Ultraman USA: A Aventura Começa (1989) - Filme/Anime
- Ultraman Towards the Future (1990) - Co-produção australiana
- Ultraman Vs Kamen Rider (1993) - Homenagem a séries Ultra e Kamen Rider
- Ultraman The Ultimate Hero (1993) - Co-produção norte-americana
- Revive! Ultraman (1996) - Filme
- Ultraman Zearth (1996) - Filme
- Ultraman Tiga (1996)
- Ultraman Super Fighter Legend (1996) - Filme
- Ultraman Dyna (1997)
- Ultraman Zearth 2: Superhuman Big Battle - Light and Shadow (1997)
- Ultraman Tiga & Ultraman Dyna: Os Guerreiros da Estrela da Luz (1998) - Filme
- Ultraman Gaia (1998)
- Ultraman M78 Love and Peace (1999)<Anime/OVA> 03/MAR/99 (aproximadamente 22 minutos)
- Ultraman Tiga, Ultraman Dyna e Ultraman Gaia: A Batalha no Hiperespaço (1999) - Filme
- Ultraman Nice (1999) - Comerciais
- Ultraman Neos (2000) - Direto para vídeo
- Ultraman Cosmos(2001)
- Ultraman The Next (2004)
- Ultraman Nexus (2004)
- Ultraman Max (2005)
- Ultraman Mebius (2006)
- Ultraman Mebius e Ultra Brothers - Yapool Ataca! (2006) - Filme
- UltraSeven X (2007) - Série
- Ultra Galaxy Mega Monster Battle (2007) - Série
- Ultra Galaxy Mega Monster Battle: Never Ending Odyssey (2008)<Série.T.2> 20/12/08-14/03/09 [13 Eps] (aprox. 24 min.)
- A Grande Batalha Decisiva - Ultraman 8 Irmãos (2008) - Filme
- Ultraman Mebius Gaiden: Ghost Rebirth (2009) - Filme
- Mega Batalha na Galáxia Ultra - O Filme (2009) - Filme
- Ultraman Zero - A Vingança de Belial (2010) - Filme
- Ultra Galaxy Legend Gaiden: Ultraman Zero vs. Darklops Zero (2010) - Série de Duas Partes lançado direto para vídeo
- Ultraman Saga (2012)
- Ultraman Ginga (2013)
- Ultraman Ginga S (2014)
- Ultraman Fight Victory (2015)
- Ultraman X (2015)
- Ultraman Orb (2016)
- Ultraman Geed (2017)
- Ultraman R/B (2018)
- Ultraman (2019) - Anime da Netflix
- Ultraman Taiga (2019)
- Ultraman Z (2020)
- Ultraman Trigger (2021) - Série em comemoração aos 25 anos do trio TDG (Tiga, Dyna e Gaia)
- Shin Ultraman (2021) - Filme produzido por Hideaki Anno